# Teresia Bjarneby
Teresia Elsa Margaretha Bjarneby, född 13 februari 1978, är en svensk sångare och kompositör. Bjarneby deltog i den svenska Melodifestivalen 2001 med melodin "Kom ner på jorden". Den slutade på åttonde plats, och testades på Svensktoppen den 10 mars 2001, men tog sig inte in på listan.
År 2002 deltog Bjarneby i första säsongen av programmet Popstars som visades på Kanal 5. 
Tillsammans med låtskrivaren Oscar Görres deltog Bjarneby i 2008 års "Eurovision - your decision" (den brittiska uttagningen till Eurovision Song Contest), med låten "Mr. Gorgeous". Låten framfördes av gruppen LoveShy.

### Fotnoter
1. ↑  ”Meodifestivalen 2001”. Sveriges Radio. 22 mars 2001. https://sverigesradio.se/sida/artikel.aspx?programid=2521&artikel=778733. Läst 13 februari 2020.
2. ↑  ”Svensktoppen”. Sveriges Radio. 10 mars 2001. http://www.sr.se/p4/svetop/2001/010310sv.htm. Läst 24 januari 2008.
3. ↑  ”Svensktoppen”. Sveriges Radio. 17 mars 2001. http://www.sr.se/p4/svetop/2001/010317sv.htm. Läst 24 januari 2008.